# Jan Vojtěch z Vřesovic
Jan Vojtěch Vřesovec z Vřesovic, pán na Podsedicích a Libčevsi (německy Johann Adalbert von Wřesowitz či Johann Albrecht von Wřesowitz; 1550 – 26. května 1605 Praha), byl český šlechtic z rodu pánů z Vřesovic, činný na přelomu 16. a 17. století. 

## Život
Narodil se jako syn Vojtěcha Vřesovce z Vřesovic (1520–1568) a jeho ženy Barbory Beřkovské ze Šebířova.
V pozdějších letech zastával úřady královského rady, v letech 1592–1603 je uváděn jako purkrabí Hradeckého kraje a v letech 1594–1603 jako nejvyšší lovčí.

### Manželství a potomstvo
Byl ženatý s Marií Magdalenou Bechyňová z Lažan, dcerou Václava staršího Bechyně z Lažan († 1625) a jeho ženy Magdaleny Dvořecké z Olbramovic. Z jejich manželství se narodilo několik dětí: 
- Ludmila Anna z Vřesovic, provdaná za Jana Jiřího Koloniče z Kologradu
- Vilém Vřesovec z Vřesovic (asi 1572–1640), komorník a nejvyšší mincmistr Českého království
- Volf Ilburk z Vřesovic (1575–1634), nejvyšší lovčí Českého království
- Sabina Žofie Kyšperská z Vřesovic (* 1595), provdaná za Jana Adama staršího Hrzána z Harasova († 1655), syn Jan Adam Hrzán z Harasova (1625–1681), nejvyšší lovčí a krajský hejtman